# عباس السيد
عباس محمد مصطفى السيد (أبو عبد الله؛ وُلِدَ في 13 مايو 1966 في مدينة طولكرم) قائد عسكري وسياسي فلسطيني، يُعد من كبار القادة السياسيين لحركة المقاومة الإسلامية (حماس)، وكان قائدًا لكتائب القسام في الضفة الغربية حتى اعتقاله، وهو أحد أبرز مُؤسسي الكتائب. اتهمته إسرائيل بقيادة وتخطيط عملياتٍ أدت إلى مقتل عشرات الإسرائيليين وإصابة مئات آخرين، كان من أبرزها مجزرة عيد الفصح التي تعد أضخم عملية تفجيرية تحدث في تاريخ إسرائيل والتي على إثرها أطلقت إسرائيل عملية الدرع الواقي العسكرية. اعتقلته إسرائيل في 8 مايو 2002 بعد مطاردةٍ طويلةٍ كان قد تعرض خلالها لعدة محاولات اغتيال، فحكمت عليه بالسجن لمدة مئات السنين. تولى في السجن رئاسة الهيئة العليا لأسرى حماس بكافة السجون الإسرائيلية، ويُعتبر عباس السيد من أبرز رموز الحركة الأسيرة الفلسطينية، وتصفه إسرائيل بأنه «أخطر أسير فلسطيني» لديها، وقد وضعته إسرائيل ضمن المرتبة الأولى لقائمة أخطر الأسرى الفلسطينيين، ورفضت إسرائيل الإفراج عنه خلال صفقة شاليط عام 2011، كما رفضت الإفراج عنه ضمن صفقة الهدنة في نوفمبر 2023 خلال الحرب الفلسطينية الإسرائيلية 2023، وكان اسمه هو السبب لفشل محاولات التوصل إلى صفقات بين إسرائيل وحماس منذ عام 2011، كما أنه صاحب فكرة إنجاب الأسرى عن طريق تحرير (تهريب) النُطف.

## نشأته وتحصيله العلمي
وُلد عباس محمد مصطفى السيد في مدينة طولكرم بالضفة الغربية بتاريخ 13 مايو 1966، تلقى تعليمه الابتدائي والإعدادي والثانوي في مدارس مدينته طولكرم، وأنهى الثانوية العامة في الفرع العلمي بتفوق من مدرسة الفاضلية التاريخية بالمدينة. أكمل السيد تعليمه الجامعي في جامعة اليرموك الأردنية، وتخرج منها من كلية الهندسة في تخصص هندسة الميكانيك عام 1989. وواصل بعد ذلك الدراسة في الولايات المتحدة حيث أكمل تخصصه في مجال الأجهزة الطبية وأجهزة التنفس الاصطناعي عام 1992.
حصل في المُعتقل على درجة الماجستير من جامعة القدس عام 2022 في مجال الدراسات الإقليمية، كما حصل على الماجستير من كلية الدعوة الجامعية في بيروت في ذات العام.

## الحياة العسكرية
عُرف عباس السيد بحسه الأمني، وأسهم بشكلٍ كبيرٍ في تأسيس كتائب القسام في الضفة الغربية والتي كان لها الدور في تنفيذ عملياتٍ استهدفت إسرائيل.

### عمليات قادها
تولى عباس السيد تخطيط وقيادة عدة عمليات عسكرية ضد إسرائيل، من أبرزها:
- عملية تفجير هشارون مول، بتاريخ 18 مايو 2001، والتي نفّذها القسّامي محمود مرمش، وقد قتل فيها 5 إسرائيليين، وأصيب أكثر من 100 آخرين بجروح.[23][24]
- عملية تفجير فندق البارك (مجزرة عيد الفصح اليهودي)، بتاريخ 27 مارس 2002، والتي نفّذها القسّامي عبد الباسط عودة، وأدت إلى مقتل 32 إسرائيليًا، وإصابة 150 آخرين بجراح.[21]

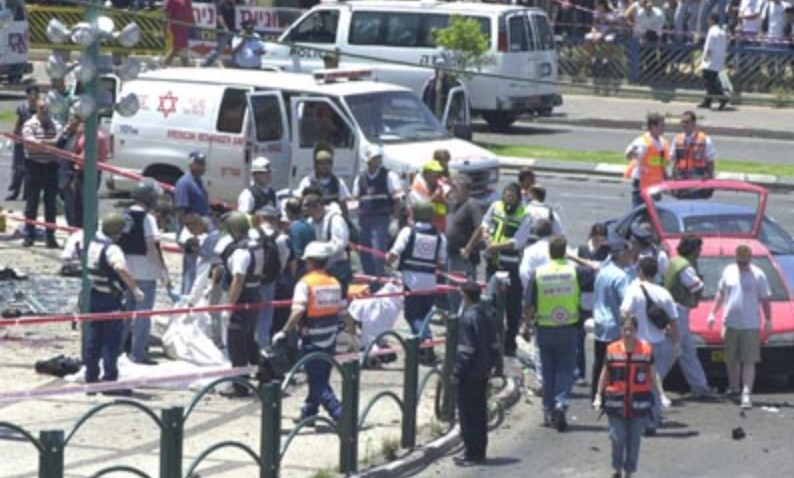
تفجير هشارون مول
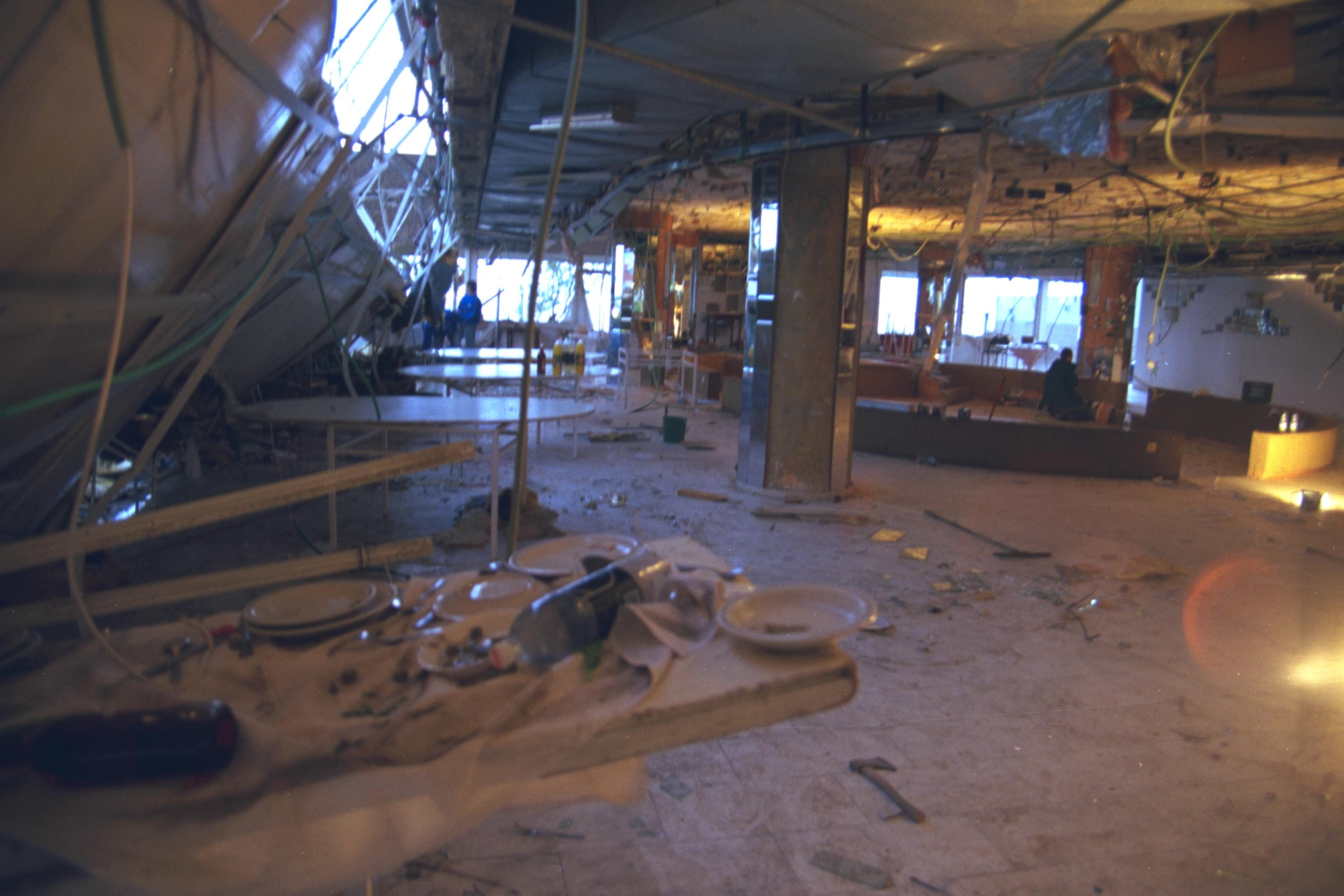
تفجير فندق بارك

### محاولات اغتياله
تعرض عباس السيد لعدة محاولات اغتيال من قبل إسرائيل خلال فترة مطاردته الطويلة.

### اعتقاله والحُكم عليه
في 8 مايو 2002، اعتقلته إسرائيل من أحد المنازل التي كان يتحصن بها بعد اقتحام موسع لمدينة طولكرم، وقد سلم نفسه طوعًا؛ بعد تهديد إسرائيل بقصف المنزل، وذلك خشية على أرواح أهل البيت الذي احتمى به.
حكمت إسرائيل على عباس السيد بالسجن 36 مؤبدًا بالإضافة إلى 200 سنة أخرى، بتهمة قيادته كتائب القسام في الضفة الغربية.

## إضرابه عن الطعام عام 2011
خاض عباس السيد إضرابًا مفتوحًا عن الطعام، وحمل وزير الأسرى الفلسطيني عيسى قراقع إسرائيل المسؤولية الكاملة عن حياة السيد؛ نظراً لخطورة تدهور وضعه الصحي نتيجة الإضراب.

## محاولة اغتياله داخل السجن وردود الفعل

### الحادثة
في شهر مارس 2012، وحيث الذكرى السنوية لمجزرة عيد الفصح، تعرض الأسير عباس السيد لمحاولة قتل على أيدى السجانين الذين اقتحموا زنزانته، واعتدوا عليه بالضرب في المناطق العلوية، قائلين له أثناء الاعتداء عليه: «هذا من أجل فندق بارك.. هذا انتقامًا لقتلى نتانيا»، وقد أصيب السيد حينها بجراح، وأغمي عليه ونقل للمستشفى. وقال السيد خلال رسالة إلى وزارة الأسرى الفلسطينيين أنه «نجى من الموت بأعجوبة شديدة».

### ردود الفعل
- قالت كتائب القسام مهددة إسرائيل: «سنقطع الأيادي الآثمة التي امتدت إلى قائدنا عباس السيد».[32][33]
- اتهمت حركة حماس إسرائيل بمحاولة اغتيال عباس السيد،[34] وقال القيادي في حماس سامي أبو زهري: «إن حركة حماس تتهم الاحتلال بمحاولة اغتيال القائد الأسير عباس السيد، وأن الحركة تحذر الاحتلال من مغبة هذه الخطوة الإجرامية، وتحمل الاحتلال كامل المسؤولية عن سلامة الأسير عباس السيد».[35]
- قال وزير الأسرى الفلسطيني عيسى قراقع: «إن الاعتداء على عباس السيد كان مخططًا له، ويستهدف تصفيته وقتله، وهو عملية انتقامية بامتياز، وأنه سيجري ملاحقة المعتدين قانونيًا».[36]
- قالت الكتلة الإسلامية الفلسطينية: «نطالب المقاومة الفلسطينية وعلى رأسها كتائب القسام أن تقول كلمتها المناسبة في هذا الظرف العصيب الذي يتم فيه محاولة اغتيال القائد القسامي الكبير عباس السيد».[37][38]

## عزله عام 2019
في 2019، قررت إسرائيل عزل عباس السيد كعقاب له، بعد أن اكتشفت حدوث مكالمة هاتفية داخل السجن بينه، وبين رئيس المكتب السياسي لحركة حماس إسماعيل هنية. وجرت المكالمة الهاتفية بحضور مبعوث الأمم المتحدة لعملية السلام في الشرق الأوسط نيكولاي ملادينوف الذي كان حاضرًا وقتها بجانب هنية، وقد استمع المبعوث الأممي ملادينوف من عباس السيد بشكل مباشر.

## روابط خارجية
- الصورة التي أزعجت إسرائيل وحسبت لها الحساب في المستقبل: «عباس السيد» و«مروان البرغوثي» و«يحيى السنوار».
- بيان عسكري لكتائب القسام: «سنقطع الأيادي الآثمة التي امتدت إلى قائدنا عباس السيد»، 28 مارس 2012.